# Junji
Junji（ジュンジ、1974年8月9日 -）は、日本のベーシスト、ギタリスト。 愛知県名古屋市千種区出身（熊本県出生）。血液型はA型。

## 略歴
- 1994年1月20日、いくつかのバンド活動を経た後、ロックバンドLaputaに加入。
- 2004年9月5日、渋谷公会堂でのライブにてLaputa解散。
- 2005年夏季、HALATIONとしてソロデビュー。
- 2009年5月、TOKI（C4）、TAKURO（GLAY）を中心としたプロジェクトStealthへベーシストとして参加が決定する。同年6月、C4に加入。

## 影響
Vicious監修のコンピレーションアルバムで、2Kの***k The Millenniumとレディオヘッドのパラノイド・アンドロイドをお気に入りの曲として選んでいるほか、あるインタビューでビョーク、メイヤ、エンヤ、スマッシング・パンプキンズを好きなアーティストとしてあげていた。また、好きなジャンルはダンス・ミュージックとトリップ・ホップとのこと。
ルーツとなった音楽はデュラン・デュラン、ボン・ジョヴィ、バウハウス。

## HALATION
HALATION（ハレーション）は、Junjiのソロプロジェクト。
2004年9月5日、渋谷公会堂でのライブで解散した後、約1年を経て2005年夏にセガサミーホールディングスのグループ企業であるWAVEMASTERより『The chain』でデビュー。
このソロプロジェクトによりベーシストからボーカリストに転身。現在すべての楽曲の作詞・作曲を行う。

### サポートメンバー
- K-CO：ボーカル、コーラス
- 奈良敏博：ベース
- 的場誠也：ドラム
- 杉山圭一：キーボード

### 作品

#### シングル
- The chain（2005年7月27日 WWCA-31092/B）
  1. "The chain"
  2. Freedive
  3. to my mind(voco mix)

- Go into spark（2009年10月21日 WWCA-31209/B）
  1. Go into spark
  2. shadow
  3. Go into spark(fat cat mix)
  4. Go into spark(instrumental)
  5. shadow(instrumental)

#### ミニ アルバム
- missing -something-always-missing-always-（2006年8月9日 WWCA-31120）
  1. new one...
  2. crystal my dear
  3. worldly-wide
  4. trick baby
  5. all is full of love
  6. forgive a sin

- R.I.P（2007年1月24日 WWCA-31141）
  1. ハレルヤ
  2. 誘惑.青
  3. forever ending
  4. R.I.P
  5. Enemy
  6. step

#### アルバム
- down to the wire（2005年8月17日 WWCA-31093）
  1. to my mind
  2. the chain
  3. HALATION
  4. hysteria
  5. B>I<P(SKIT)
  6. morrow
  7. narrow escape
  8. trouble(SKIT)
  9. SPACE
  10. last moment
  11. bics
  12. baptizm by effusion
  13. freeway baby
  14. one.

- Human again（2009年11月18日 WWCA-31217）
  1. every[one].
  2. rise up
  3. overdose=Angel
  4. starlights
  5. 吐息
  6. cage
  7. Romeo
  8. 流れる景色
  9. Go into spark
  10. スロウダンス

#### DVD
- cycle.high&low（2006年11月29日 WWBV-31128）
- Recycle.cure（2006年11月29日 ）※FC限定発売